# Lisuabe
Lisuabe ist ein osttimoresischer Ort im Suco Meligo (Verwaltungsamt Cailaco, Gemeinde Bobonaro). Er liegt im Zentrum der Aldeia Mude, auf einer Meereshöhe von 480 m. Südlich verläuft ein Nebenarm des Nakere, der zum System des Nunura gehört. Eine Piste verbindet die Siedlung mit dem Dorf Mude im Westen und Lesuaben im Nordosten.
Zwischen Lisuabe und Lesuaben liegen mehrere kleine Siedlungen und Einzelhäuser. Es ist nicht klar, ob alle diese Siedlungen eigentlich ein gemeinsames Dorf bilden oder zwei getrennte Orte mit ähnlichen Namen, wie es Landkarten von 2008 angeben.